# Tomás I Comneno Ducas
Tomás I Comneno Ducas (en griego: Θωμάς Α΄ Κομνηνός Δούκας, Thōmas I Komnēnos Doukas) (aprox. 1285–1318) fue el gobernante de Epiro desde aprox. 1297 hasta su muerte en 1318.
Tomás fue el hijo de Nicéforo I Comneno Ducas y Ana Cantacucena, la sobrina del emperador Miguel VIII Paleólogo. En 1290 se le otorgó el título de déspota por el primo de su madre, el emperador Andrónico II Paleólogo. La sucesión de Tomás del principado de su padre estaba en peligro por el matrimonio de su hermana Tamar Angelina Comnena con Felipe I de Tarento, el hijo del rey Carlos II de Anjou y María de Hungría en 1294. Aunque Felipe tenía prometido heredar Epiro por derecho de su esposa, cuando Nicéforo murió entre septiembre de 1296 y julio de 1298, Ana aseguró la sucesión de su hijo Tomás y asumió la regencia.
Esto aisló a Epiro de su aliado más fuerte y lo dejó prácticamente sin apoyo externo. Carlos II de Nápoles pidió que Epiro se entregara a Felipe y Tamar, pero Ana se negó, alegando que el acuerdo se había roto cuando Tamar se había visto obligada a abandonar su fe ortodoxa. Para remediar esto, Ana organizó una alianza con el Imperio bizantino y el matrimonio del joven Tomás con Ana Paleóloga, la hija del coemperador Miguel IX Paleólogo. El matrimonio real tuvo lugar en 1307 o 1313. Mientras tanto Carlos II envió tropas a Epiro, pero fueron rechazados y los epirotas avanzaron hacia los territorios angevinos en los Balcanes Occidentales, recuperando Butrinto y Naupacto en 1304-1305. Una nueva invasión angevina en 1307 terminó con un compromiso por el cual se cedió a Felipe de Tarento muchas de las fortalezas que habían sido retomadas por los epirotas en la guerra anterior.
Las gravedades de Epiro incrementaron cada vez más en la órbita bizantina, hasta que una disputa privada entre los comandantes epirotas y bizantinos desató un nuevo conflicto en 1315. Los bizantinos incursionaron hasta Arta, y Tomás encarceló a su esposa y entró en negociaciones con Felipe de Tarento. Pero antes de que Epiro pudiera entrar en una nueva alianza con los angevinos fue asesinado por su sobrino, el conde Nicolás Orsini de Cefalonia.